# Бруквілл (Нью-Йорк)
Бруквілл (англ. Brookville) — селище (англ. village) в США, в окрузі Нассау штату Нью-Йорк. Населення — 2939 осіб (2020).

## Географія
Бруквілл розташований за координатами 40°48′38″ пн. ш. 73°34′26″ зх. д. / 40.81056° пн. ш. 73.57389° зх. д. (40.810473, -73.573811).  За даними Бюро перепису населення США в 2010 році селище мало площу 10,23 км², з яких 10,20 км² — суходіл та 0,03 км² — водойми.

## Демографія
Згідно з переписом 2010 року, у селищі мешкало 3465 осіб у 612 домогосподарствах у складі 557 родин. Густота населення становила 339 осіб/км².  Було 663 помешкання (65/км²).
Расовий склад населення:
| - 75,6 % — білих - 11,5 % — чорних або афроамериканців - 10,3 % — азіатів - 0,2 % — корінних американців - 1,4 % — осіб інших рас |

До двох чи більше рас належало 0,9 %. Частка іспаномовних становила 6,3 % від усіх жителів.
За віковим діапазоном населення розподілялося таким чином: 16,5 % — особи молодші 18 років, 76,3 % — особи у віці 18—64 років, 7,2 % — особи у віці 65 років та старші. Медіана віку мешканця становила 21,6 року. На 100 осіб жіночої статі у селищі припадало 84,1 чоловіків;  на 100 жінок у віці від 18 років та старших — 81,1 чоловіків також старших 18 років.
Медіана доходів становила 157 500 доларів для чоловіків та 77 986 доларів для жінок. За межею бідності перебувало 2,1 % осіб, у тому числі 1,8 % дітей у віці до 18 років та 0,0 % осіб у віці 65 років та старших.
Цивільне працевлаштоване населення становило 1553 особи. Основні галузі зайнятості: освіта, охорона здоров'я та соціальна допомога — 30,6 %, науковці, спеціалісти, менеджери — 15,5 %, мистецтво, розваги та відпочинок — 14,3 %, фінанси, страхування та нерухомість — 14,0 %.